# Ashton Jeanty
Ashton Jeanty (Jacksonville, 2 dicembre 2003) è un giocatore di football americano statunitense che milita nel ruolo di running back per i Las Vegas Raiders della National Football League (NFL). Al collega ha giocato per Boise State.

## Carriera universitaria
Nella sua prima stagione a Boise State nel 2022, Jeanty divise i minuti in campo con George Holani. Disputò tutte le 14 partite, di cui 2 come titolare, correndo 821 yard su 156 possessi, con 7 touchdown. Nel Frisco Bowl 2022 corse 178 yard e un touchdown.
Nel 2023 Jeanty condivise ancora i possessi con Holani. Quell’anno guidò la squadra con 1.347 yard corse e 14 touchdown, oltre a 569 yard ricevute, secondo della squadra e in assoluto primo nella nazione tra i running back, e altri 5 touchdown. Fu inoltre secondo nella nazione per yard guadagnate dalla linea di scrimmage, venendo premiato come miglior giocatore offensivo dell’anno della Mountain West Conference (MW).
Nella prima partita della stagione 2024 contro Georgia Southern, Jeanty corse 267 yard, superando il primato di Boise State vecchio di 46 anni, e 6 touchdown, quest’ultimo un record della Mountain West pareggiato. Il 17 novembre superó il record dell'istituto per yard corse in una stagione, stabilito da Jay Ajayi con 1.823 yard nel 2014. Nel turno successivo corse 169 yard e un touchdown nella vittoria su Wyoming, diventando il primo giocatore della FBS a superare le 2.000 yard corse in una stagione dal 2019. Il 3 dicembre Jeanty fu premiato per la seconda stagione consecutiva come giocatore offensivo dell'anno della Mountain West. Tre giorni dopo corse 209 yard nella vittoria della finale della MWC su UNLV, segnando un touchdown dopo una corsa da 75 yard in cui pareggió il record di LaDainian Tomlinson con la quinta marcatura su corsa da almeno 70 yard in stagione. Chiuse la stagione regolare guidando la FBS in yard corse, yard dalla linea di scrimmage, touchdown su corsa e touchdown totali. Il 9 dicembre fu nominato uno dei quattro finalisti dell'Heisman Trophy, assieme a Dillon Gabriel, Travis Hunter e Cam Ward. Il 12 dicembre fu premiato con il Maxwell Award come miglior giocatore del college football e con il Doak Walker Award come miglior running back. Due giorni dopo fu annunciato che si era piazzato secondo nella classifica dell'Heisman Trophy, a breve distanza da Hunter.

### Premi e riconoscimenti
- Maxwell Award (2024)
- Doak Walker Award (2024)
- Earl Campbell Tyler Rose Award (2024)
- Unanimous All-American (2024)
- First-team All-American (2023)
- 2 MW Offensive Player of the Year (2023, 2024)
- 2 First-team All-MW (2023, 2024)

## Carriera professionistica

### Las Vegas Raiders
Jeanty era considerato il miglior prospetto tra i running back per il Draft NFL 2025. Il 24 aprile fu chiamato come sesto assoluto dai Las Vegas Raiders. Scelse il 2 come numero di maglia, lo stesso portato al college. L'8 maggio firmò il suo contratto da rookie, un accordo quadriennale da 35,895 milioni di dollari completamente garantiti.